# Yevno Azev
Yevno Azév (autres translittérations : Azev, Azef en anglais, né Evno Fichelevitch Azef à Lyskava dans la voblast de Brest, en Biélorussie actuelle, en 1869, et décédé en 1918) est un espion de l'Okhrana, la police secrète tsariste, infiltré comme agent provocateur chez les socialistes-révolutionnaires (SR), dont il dirigea l'aile terroriste. La révélation de cette infiltration est connue comme « affaire Azév », à la suite de laquelle les socialistes découvrirent plusieurs autres agents infiltrés dans leurs rangs. 

## Biographie
Azév est issu d'une famille juive modeste, deuxième enfant sur une fratrie de sept. Ils déménagent à Rostov-sur-le-Don en 1874, alors qu'il a cinq ans. Après avoir quitté l'école vers 1890, il travaille comme journaliste puis comme voyageur de commerce. Converti à la cause révolutionnaire en 1889, menacé d'arrestation en 1892, il réussit à s'enfuir en Allemagne après avoir volé 800 roubles, d'abord à Karlsruhe puis à Darmstadt, où il étudie et reçoit un diplôme d'ingénieur en génie électrique. En avril 1893, Azef écrit à l' Okhrana et Sergueï Zoubatov, directeur du bureau moscovite de l'Okhrana au tournant du siècle, le recrute en tant qu'informateur. C'est toujours dans ce pays qu'il rejoint les exilés membres du Parti social-démocrate et voyage à travers l'Europe pour rencontrer d'autres camarades. En 1894, il rejoint les SR, rencontrant ses cadres à travers l'Europe, dont le narodnik Kh.O. Jitlovsky et Andreï Argounov (en). Azév devient membre du comité central des SR.
À la demande de l'Okhrana, il revient à Moscou en 1899, travaillant toujours comme ingénieur électricien. En 1903, ses informations permettent l'arrestation de Grigory Gershuni (en), à la tête de l'Organisation de combat des SR. Ceci permet à Azév de lui succéder, avec Boris Savinkov comme assistant. À la tête de l'aile militaire des SR, il organise une série d'attentats et d'assassinats, dont celui du ministre de l'Intérieur le comte Plehve en 1904 (son chef à l'Okhrana, mais il ne cherche pas éviter sa mort, peut-être pour le punir des pogroms de 1903) et l'année suivante de l'oncle de l'empereur Nicolas II, le grand duc Serge Alexandrovitch. À cette époque, il était payé environ 1 000 roubles par mois par la police. 
Au bout d'un moment, un ex-policier, sympathisant des révolutionnaires, convainc Vladimir Bourtzeff d'ouvrir une enquête au sujet d'Azev. Bourtsev réussit à confirmer ses soupçons par l'entremise d'Alexeï Lopoukhine, ancien directeur de la police, et dévoile publiquement, en février 1909, le rôle d'agent provocateur d'Azév. Un tribunal d'honneur informel se tient à Paris pour établir la culpabilité d'Azév. Celui-ci réussit à les persuader de le libérer afin qu'il apporte le lendemain des preuves convaincantes de son innocence. Cette ruse lui permet de s'enfuir en Espagne, Grèce, Égypte, puis de nouveau en Allemagne en 1910. Sa femme, Liouba Mankine, qui n'était pas au courant de son emploi par l'Okhrana et avait deux enfants de lui, divorce et émigre aux États-Unis.
En Allemagne, Azév travaille comme chanteur, vendeur de corsets et spéculateur en bourse. Il est interné en 1916 comme terroriste, avant d'être libéré en février 1917. Il meurt à Berlin l'année suivante d'insuffisance rénale, le 24 avril 1918 et il est enterré dans une tombe anonyme du cimetière de Wilmersdorf.

## Sources
- Nikolajewsky, B. Azeff the Spy: Russian Terrorist and Police Stool, Garden City (Etat de New York), 1934.
- Pevsner, G. La Doppia Vita di Evno Azev (1869-1918). Milano: Mondadori. 1936. 315 S.
- Anna Geifman, Entangled in Terror: The Azef Affair and the Russian Revolution, Scholarly Resources, 1999.
- Richard E. Rubenstein, Comrade Valentine: The True Story of Azef the Spy—The Most Dangerous Man in Russia at the Time of the Last Czars, Harcourt Brace and Company, 1994.
- Boris Savinkov, Souvenirs d'un terroriste, trad. Régis Gayraud, Champ Libre, 1982.
- Shukman, H. (ed.), The Blackwell Encyclopedia of the Russian Revolution, Oxford, 1988.
- Hildermeier, M., Die sozialrevolutionäre Partei Russlands, Cologne, 1978.

## Fiction
- Le thriller d'espionnage Les Portes de la chance ["The Birds fall down"], publié en 1966 par Rebecca West, est basé sur les actions d'Azev.
- Roman B. Goul, Lanceur de bombes, Le roman d’E.F. Azef, révolutionnaire et agent de l’Okhrana, Les Nuits  Rouges, Paris, 2012 (1re édition : General B.O., Berlin,1929; en français, chez Gallimard, 1930) «roman documentaire», fiable d'après Allen Dulles[3].
- Joseph Conrad dans son roman Sous les yeux de l'Occident (1911, (OCLC 608066)) utilisera des éléments de la vie d'Azev[3].